# Linde församling
För en tidigare församling i Västmanland, se Linde församling, Västerås stift.
Linde församling är en församling i Fardhems pastorat i Sudertredingens kontrakt i Visby stift i Svenska kyrkan. Församlingen ligger i Gotlands kommun i Gotlands län.

## Administrativ historik
Församlingen har medeltida ursprung. 
Församlingen har varit och är annexförsamling i pastoratet Fardhem och Linde, som 1589 utökades med Lojsta församling och 1962 med Levide och Gerums församlingar.

## Kyrkor
- Linde kyrka